# Мосолов, Владимир Васильевич
Владимир Васильевич Мосолов (род. 30 мая 1929, Казань) — учёный-биохимик, лауреат премии имени А. Н. Баха (1990).

## Биография
Родился 30 мая 1929 года в Казани. Отец — Василий Петрович Мосолов.
В 1952 году — окончил биолого-почвенный факультет МГУ на кафедре биохимия растений.
В 1955 году — окончил аспирантуру Института биохимии имени А. Н. Баха АН СССР, где и продолжил трудиться, пройдя путь с должности младшего научного сотрудника до заведующего лабораторией (1973 год).
В 1955 году — защитил кандидатскую, а в 1979 году — докторскую диссертацию; в 1984 году — утверждён в звании профессора.

## Научная и общественная деятельность
Главным научным направлением лаборатории, руководимой В. В. Мосоловым, являлось изучение механизмов регуляции процессов протеолиза с участием их природных белковых ингибиторов.
В области изучения природных ингибиторов протеиназ достигнуты существенные успехи в исследовании физико-химических свойств, особенностей пространственной организации и строения реактивных центров целого ряда новых ингибиторов протеиназ белковой и пептидной природы, выделенных как из высших растений, так и из тканей животных. Большое значение имела работа по изучению «бифункциональных» ингибиторов из семян злаков, содержащих два различных и независимых реактивных центра, один из которых ответствен за ингибирование протеиназ и второй — растительной а-амилазы. Результаты этого исследования указывают на существование единых механизмов регуляции активности гидро-лаз с участием специфических ингибиторов. Именно этим вопросам в 1980 г. было посвящено 36-е Баховское чтение, на котором В. В. Мосолов выступил с докладом: «Белковые ингибиторы как регуляторы процессов протеолиза».
Работы, проводимые под руководством В. В. Мосолова, внесли значительный вклад в изучение физиологических функций ингибиторов протеиназ у растений. Было показано, что некоторые белки-ингибиторы протеиназ растений способны накапливаться в ответ на действие фитопатоген-ных микроорганизмов и подавлять их рост и развитие. Эти данные указывали на важную роль природных ингибиторов протеолитических ферментов в процессах фитоиммунитета.
В. В. Мосолов руководил целым циклом работ по изучению возможности практического использования природных ингибиторов протеиназ, что открывало интересные перспективы создания новых технологий и получения новых продуктов. Одно из развиваемых им направлений связано с разработкой методов выделения и очистки протеиназ с применением иммобилизованных ингибиторов в качестве биоспецифических сорбентов. На основе этих сорбентов были созданы высокоэффективные методы очистки ряда протеи-наз, используемых в практической медицине. Прекрасным результатом теоретических разработок стала их практическая реализация. На основе иммобилизованного ингибитора сериновых протеоиназ (овомукоид утки) разработан способ селективного удаления протеолитических ферментов из биологических жидкостей. Полученный для этих целей гемосорбент Овосорб успешно прошёл клинические испытания и дал хорошие результаты при лечении ряда заболеваний, сопровождающихся повышением протеолитичес-кой активности в плазме крови, таких, как панкреатит, острый перитонит, бронхиальная астма и некоторых других. В настоящее время сорбент широко используется в клинической практике в республике Беларусь.
Автор свыше 250 научных публикаций в отечественных и зарубежных журналах, 20 авторских свидетельств, среди которых один патент, и 3 монографий, среди них «Протеолитические ферменты» (1971), «Белковые ингибиторы как регуляторы процессов протеолиза» (1981), «Растительные белковые ингибиторы протеолитических ферментов» (1993).
Под его руководством подготовлено и успешно защищено 17 кандидатских и 3 докторских диссертаций.
Создатель научной школы по изучению белковых ингибиторов протеиназ как регуляторов процессов протеолиза.
В течение ряда лет плодотворно работал в качестве члена Научного совета АН СССР по проблемам биохимии и учёного секретаря Комитета по присуждению премии имени А. Н. Баха при Президиуме АН СССР.
С 1986 по 1999 годы — председатель Учёного совета по защите диссертаций на соискание учёной степени кандидата наук в Институте биохимии им. А. Н. Баха РАН.
Член редколлегии двух журналов РАН: «Биохимия» (с 1986 года) и «Прикладная биохимия и микробиология» (с 1980 года), а с 2003 года — член редакционного совета журнала «Прикладная биохимия и микробиология».

## Награды
- Премия имени А. Н. Баха (1990) — за цикл работ «Протеолитические ферменты, их природные ингибиторы»